# Simon Culhane
Pas d'image ? Cliquez ici

a Compétitions nationales et continentales officielles uniquement.

b Matchs officiels uniquement.
Simon David Culhane, né le 10 mars 1968 à Invercargill (Nouvelle-Zélande), est un joueur international néo-zélandais de rugby à XV évoluant au poste de demi d'ouverture.
Joueur international, il a été le contemporain de Stephen Bachop, Andrew Mehrtens, Carlos Spencer et Tony Brown. Aussi, il n'a pas trop eu de possibilité de montrer ses qualités au niveau international.

## Carrière

### En club
- Invercargill
- province : Southland

## Palmarès

### En équipe nationale
- 6 sélections avec Équipe de Nouvelle-Zélande de rugby à XV
- 114 points
- 1 essai, 32 transformations, 15 pénalités
- Sélections par année : 4 en 1995, 2 en 1996.

- record de points et de transformations pour un all-black sur un match : 45 points le 4 juin 1995 contre le Japon : 1 essai, 20 transformations.
- record de points et de transformations pour un match de Coupe du monde sur un match

## Statistiques

### En équipe nationale
De 1995 à 1996, Simon Culhane compte 6 sélections avec les All-Blacks, inscrivant 114 points.